# M/S Hugin
M/S Hugin är en svensk tidigare ångslup, som byggdes 1915 på Södra varvet i Stockholm till Waxholms Nya Ångfartygs AB i Vaxholm för trafik mellan Saltsjöbaden och Tyresö och sedan passbåtstrafik i Vaxholm.